# Pseudomacrochenus spinicollis
Pseudomacrochenus spinicollis är en skalbaggsart som beskrevs av Stephan von Breuning 1949. Pseudomacrochenus spinicollis ingår i släktet Pseudomacrochenus och familjen långhorningar.
Artens utbredningsområde är:
- Laos.
- Myanmar.

Inga underarter finns listade i Catalogue of Life.